# Jinek
Jinek was een Nederlands praatprogramma bij RTL 4 en werd gepresenteerd door Eva Jinek. Elke werkdag schoven er gasten uit de actualiteit aan. Het programma was van 2013 tot en met 2019 een coproductie van productiebedrijf PilotStudio en KRO-NCRV, de omroep die Jinek uitzond op Nederland 2 en later op NPO 1. Sinds januari 2020 was het een coproductie van PilotStudio en RTL en wisselde het programma af met het programma Beau van diezelfde producent en RTL. Sinds 10 januari 2021 werd Humberto uitgezonden, een zondagse variant van Jinek en Beau vanuit dezelfde studio en met dezelfde producent en redactie.

## Geschiedenis

### KRO-NCRV (2013-2019)
Tot 23 mei 2013 presenteerde Jinek het WNL-ochtendprogramma Eva Jinek op Zondag. Bij de fusieomroep KRO-NCRV keek ze aanvankelijk niet op de afgelopen week terug, maar wilde ze juist de aankomende week bespreken. Bij de eerste aflevering op 9 september 2013 keken er 175.000 mensen. Tijdens de zomer- en winterstop 2015 en de winterstop van 2016 verving Jinek geheel of gedeeltelijk het programma Pauw als latenightshow van NPO 1. Sinds 2017 werd het tijdslot van 23.00 tot 24.00 uur gelijkelijk verdeeld over de programma's Pauw en Jinek, behalve in de halve maand voorafgaand aan de Tweede Kamerverkiezingen van 2017 en Provinciale Statenverkiezingen van 2019, waarin Eva Jinek en Jeroen Pauw het politieke café Pauw & Jinek: De verkiezingen presenteerden. Het programma Jinek maakte begin 2017 een sprong in de kijkcijfers en versloeg daarin concurrent RTL Late Night.
Van 30 juli tot 31 augustus 2018 verving Nadia Moussaid Jinek wegens haar zwangerschapsverlof. De naam van het programma werd tijdelijk aangepast naar Laat op één, het format bleef hetzelfde.

### RTL 4 (2020–2023)
Op 20 september 2019 maakte Jinek bekend na vijftien jaar publieke omroep per januari 2020 over te stappen naar RTL om afwisselend met Beau van Erven Dorens de latenighttalkshow op RTL 4 te gaan presenteren. Daarmee kwam op 27 september 2019 een einde aan het programma op NPO 1. De eerste uitzending op RTL 4 werd op 3 januari 2020 uitgezonden en trok 1.730.000 kijkers, hetgeen voor de presentatrice een persoonlijk kijkcijferrecord betekende. RTL onderbrak het programma gedurende de eerste maanden niet met reclame.
In de eerste volle week van Jinek op RTL 4 bleven de kijkcijfers achter bij die van het nieuwe NPO-praatprogramma op de late avond Op1. Sinds het tweede seizoen bij RTL behaald het programma tussen de 900.000 en 1.200.000 kijkers. Hiermee verslaat het programma concurrent Op1. De onderwerpen die in beide programma's voorkomen zijn uitwisselbaar. Vaak komen dezelfde actuele onderwerpen met andere gasten aan bod. Elke aflevering wordt afgesloten met een filmpje van LuckyTV.
Het format van Jinek vormt overigens sinds mei 2020 ook de basis van het praatprogramma van Van Erven Dorens en sinds januari 2021 ook van Humberto. Zowel Jinek als Beau worden sinds het najaar van 2020 om 22.00 uur uitgezonden. Het programma duurt zo'n anderhalf uur.
Op 29 augustus 2021 keerde Jinek na een aantal maanden tussenstop terug, ditmaal begon ze echter al op de zondag in plaats van maandag. Deze aflevering stond in het teken van Peter R. de Vries en zijn aanslag. Uit veiligheidsoverwegingen werd deze uitzending niet live uitgezonden maar van tevoren opgenomen.
Van 22 maart 2022 tot 31 maart 2022 werd Jinek in verband met ziekte vervangen als presentator door Humberto Tan.Hij neemt ook de uitzending van 15 februari 2023 van haar over omdat ze die dag meedoet met de Landelijke Actiedag die wordt gehouden voor de slachtoffers van de Aardbeving in Turkije en Syrië op 6 februari van dat jaar.
Met ingang van het elfde seizoen, op 29 augustus 2022, kreeg Jinek versterking van Roelof Hemmen als vaste sidekick om duiding en achtergronden bij het nieuws van de dag te geven. Hemmen wordt vervangen door Merel Westrik wanneer hij verhinderd is, zoals bij de uitzending van 7 oktober 2022.
Vanaf 24 t/m 28 oktober 2022 werd Jinek opnieuw vervangen omdat zij positief werd getest op corona. Ze werd dit keer vervangen door Beau van Erven Dorens.
Haar interview met Camille van Gestel over de mondkapjesdeal op 16 september 2022 werd bekroond met de Sonja Barend Award 2023.

### AVROTROS
Vanaf maandag 2 september 2024 zal Jinek het programma Eva gaan maken op NPO 1. Ditmaal verzorgt omroep AVROTROS de uitzendingen in co-productie met MediaLane en krijgt het meer aandacht voor cultuur. Het programma zal maandag tot en met donderdag om 19.00 uur te zien zĳn. Op vrijdagavond neemt Omroep MAX met Carrie op Vrijdag van Carrie ten Napel dit tijdslot op zich.

## Studio en decor
Het programma werd tot en met september 2019 uitgezonden vanuit de Westergasfabriek in Amsterdam. Sinds de overstap naar RTL 4 wordt Jinek uitgezonden vanuit Studio Artis, eveneens in Amsterdam gevestigd. Sindsdien delen Beau en Jinek ook hetzelfde decor. Later kwam hier het programma Humberto nog bij. Wel heeft de studio in uitzendingen van Jinek een andere kleurstelling dan tijdens de andere programma's. Vanwege de uitbraak van het coronavirus in maart 2020 mocht er geen publiek meer bij praatprogramma's aanwezig zijn.
De bank waar gasten tijdens het eerste seizoen op moesten zitten werd sterk bekritiseerd. In het tweede seizoen zat men aan tafel, en werd het gewraakte meubelstuk alleen gebruikt voor gesprekjes buiten de tafel.

## Formule
In het programma ontvangt Jinek diverse gasten waarmee ze de actuele onderwerpen van de dag bespreekt. Het programma heeft een afwisselende mix van nieuws en human interest. Gasten die regelmatig aanschuiven zijn politiek verslaggevers Floor Bremer en Wouter de Winther, opiniepeiler Gijs Rademaker, internisten Ernst Kuipers en Marcel Levi, intensivist Diederik Gommers, Marc-Marie Huijbregts en Özcan Akyol. Het format van Jinek vormt overigens sinds mei 2020 ook de basis van het praatprogramma van Van Erven Dorens en sinds januari 2021 ook van Humberto. Zowel Jinek als Beau worden sinds het najaar van 2020 om 22.00 uur uitgezonden. Het programma duurt zo'n anderhalf uur.

## Spin-off
In aanloop naar de Tweede Kamerverkiezingen van 2021 werkte het programma Jinek samen met het RTL Nieuws. Onder de noemer Jinek & RTL Nieuws: De Strijd om de Kiezer ontving Jinek lijsttrekkers, politici, politiek verslaggevers en commentatoren en bespraken zij actuele thema's en het laatste nieuws rondom de verkiezingen. Hetzelfde deden ze in de aanloop naar de Gemeenteraadsverkiezingen van 2022.